# Nierembergia calycina
Nierembergia calycina är en potatisväxtart som beskrevs av William Jackson Hooker. Nierembergia calycina ingår i släktet Nierembergia och familjen potatisväxter. Inga underarter finns listade i Catalogue of Life.